# 加藤仁司
加藤 仁司（かとう ひとし、1948年5月1日 - ）は、日本の外科医。医仁会武田総合病院顧問。医学博士。
腹腔鏡手術のパイオニア。1984年日本で初の「胆石体外衝撃波破砕術」を実施。
腹腔鏡下胆嚢摘出術を日本で帝京大学医学部附属溝口病院の山川達郎によって初めて施術されたのに続いて、1990年7月に二番目に施術を導入。
胆石治療、消化器癌手術も手掛ける。
多数の腹腔鏡下手術を行い、胆嚢摘出は6500例以上。
胃、大腸、脾臓、潰瘍穿孔、ヘルニアなどの手術も腹腔鏡下に行い、消化器癌の治療も多数施術。

## 経歴
- 1973年 京都大学医学部卒
- 1974年 赤穂市民病院 外科医員
- 1977年 京都大学医学部附属病院 外科学教室医員／大学院進学
- 1982年 武田病院 外科
- 1987年 医仁会武田総合病院 外科部長
  - 2002年より副院長
  - 2018年より顧問

## 所属学会・認定医
- 日本外科学会指導医、認定医
- 日本内視鏡外科学会
- 近畿外科学会評議員